# Primera B de Chile 2004
Primera B de Chile 2004 var den näst högsta divisionen för fotboll i Chile under säsongen 2004. Serien spelades mellan femton lag, som delades upp i tre grupper om fem lag där alla lag mötte varandra fyra gånger (två gånger hemma och två gånger borta). Lagen tog med sig sina poäng in i nästa omgång där lagen delas upp i två grupper (en med sju lag och en med åtta lag) och mötte varandra två gånger (en gång hemma och en gång borta). De tre främsta i båda grupperna gick vidare till en uppflyttningsserie. De två främsta flyttades upp.

## Första omgången
Deportes Ovalle fick tre poängs avdrag för att inte ha betalat sina spelare i tid.

### Grupp Norr
| Nr | Lag                  | S  | V | O  | F | GM | IM | MS | P  |
| -- | -------------------- | -- | - | -- | - | -- | -- | -- | -- |
| 1  | Deportes Antofagasta | 16 | 6 | 6  | 4 | 23 | 16 | +7 | 24 |
| 2  | Deportes Copiapó     | 16 | 6 | 4  | 6 | 21 | 20 | +1 | 22 |
| 3  | Deportes Ovalle      | 16 | 4 | 10 | 2 | 16 | 13 | +3 | 19 |
| 4  | Deportes Arica       | 16 | 4 | 7  | 5 | 22 | 24 | −2 | 19 |
| 5  | San Luis             | 16 | 5 | 3  | 8 | 17 | 26 | −9 | 18 |

### Grupp Central
| Nr | Lag                | S  | V | O | F | GM | IM | MS  | P  |
| -- | ------------------ | -- | - | - | - | -- | -- | --- | -- |
| 1  | Santiago Morning   | 16 | 7 | 5 | 4 | 24 | 19 | +5  | 26 |
| 2  | Unión La Calera    | 16 | 7 | 4 | 5 | 24 | 22 | +2  | 25 |
| 3  | O'Higgins          | 16 | 6 | 4 | 6 | 28 | 25 | +3  | 22 |
| 4  | Deportes Melipilla | 16 | 6 | 3 | 7 | 33 | 32 | +1  | 21 |
| 5  | Magallanes         | 16 | 3 | 6 | 7 | 28 | 39 | −11 | 15 |

### Grupp Söder
| Nr | Lag                 | S  | V | O | F | GM | IM | MS  | P  |
| -- | ------------------- | -- | - | - | - | -- | -- | --- | -- |
| 1  | Deportes Concepción | 16 | 7 | 6 | 3 | 28 | 18 | +10 | 27 |
| 2  | Naval               | 16 | 7 | 5 | 4 | 23 | 18 | +5  | 26 |
| 3  | Provincial Osorno   | 16 | 7 | 3 | 6 | 23 | 23 | 0   | 24 |
| 4  | Fernández Vial      | 16 | 4 | 5 | 7 | 21 | 27 | −6  | 17 |
| 5  | Lota Schwager       | 16 | 4 | 3 | 9 | 23 | 32 | −9  | 15 |

## Andra omgången
Alla lag bar med sig sina resultat från den första omgången och delas upp i två grupper. De tre främsta i varje grupp gick vidare till en uppflyttningsserie. Utöver det fick Deportes Antofagasta tre poängs avdrag och Deportes Ovalle ytterligare tre poängs avdrag (de hade redan tre poängs avdrag från den första omgången) för att inte ha betalat sina spelare i tid i september. San Luis och Lota Schwager fick sex poängs avdrag för att inte ha betalat sina spelare i tid i augusti och september.

### Grupp Norra
| Nr | Lag                  | S  | V  | O  | F  | GM | IM | MS  | P  |
| -- | -------------------- | -- | -- | -- | -- | -- | -- | --- | -- |
| 1  | Deportes Melipilla   | 28 | 15 | 4  | 9  | 50 | 41 | +9  | 49 |
| 2  | Unión La Calera      | 28 | 13 | 6  | 9  | 46 | 38 | +8  | 45 |
| 3  | Deportes Copiapó     | 28 | 11 | 7  | 10 | 37 | 33 | +4  | 40 |
| 4  | Magallanes           | 28 | 9  | 8  | 11 | 46 | 52 | −6  | 35 |
| 5  | Deportes Antofagasta | 28 | 8  | 11 | 9  | 36 | 30 | +6  | 32 |
| 6  | Deportes Ovalle      | 28 | 7  | 13 | 8  | 26 | 31 | −5  | 28 |
| 7  | Deportes Arica       | 28 | 6  | 9  | 13 | 34 | 49 | −15 | 27 |

### Grupp Södra
| Nr | Lag                 | S  | V  | O  | F  | GM | IM | MS  | P  |
| -- | ------------------- | -- | -- | -- | -- | -- | -- | --- | -- |
| 1  | Naval               | 30 | 14 | 11 | 5  | 46 | 33 | +13 | 53 |
| 2  | Deportes Concepción | 30 | 12 | 11 | 7  | 44 | 28 | +16 | 47 |
| 3  | O'Higgins           | 30 | 12 | 9  | 9  | 56 | 43 | +13 | 45 |
| 4  | Santiago Morning    | 30 | 12 | 9  | 9  | 46 | 34 | +12 | 45 |
| 5  | Provincial Osorno   | 30 | 11 | 9  | 10 | 39 | 41 | −2  | 42 |
| 6  | Fernández Vial      | 30 | 8  | 9  | 13 | 38 | 45 | −7  | 33 |
| 7  | San Luis            | 30 | 9  | 5  | 16 | 41 | 58 | −17 | 26 |
| 8  | Santiago Morning    | 30 | 8  | 5  | 17 | 41 | 60 | −19 | 23 |

## Uppflyttningsserien
| Nr | Lag                 | S  | V | O | F | GM | IM | MS  | P  |
| -- | ------------------- | -- | - | - | - | -- | -- | --- | -- |
| 1  | Deportes Melipilla  | 10 | 5 | 5 | 0 | 19 | 8  | +11 | 20 |
| 2  | Deportes Concepción | 10 | 4 | 3 | 3 | 12 | 11 | +1  | 15 |
| 3  | Unión La Calera     | 10 | 4 | 3 | 3 | 13 | 16 | −3  | 15 |
| 4  | Deportes Copiapó    | 10 | 3 | 2 | 5 | 14 | 19 | −5  | 11 |
| 5  | O'Higgins           | 10 | 2 | 5 | 3 | 10 | 11 | −1  | 11 |
| 6  | Naval               | 10 | 2 | 2 | 6 | 10 | 13 | −3  | 8  |